# Marianów (Błaszki)
Pour les articles homonymes, voir Marianów.
Marianów est une localité polonaise de la gmina de Błaszki, située dans le powiat de Sieradz en voïvodie de Łódź.